# 相川茂郷
相川 茂郷（あいかわ しげさと、1877年〈明治10年〉2月8日 - 没年不詳）は、台湾総督府官僚。兵庫県明石市長。族籍は東京府平民。

## 経歴
神奈川県平民・相川正麿の長男。1903年（明治36年）、東京帝国大学法科大学政治科を卒業。分家した。北京財政学堂に入り、台湾総督府警視となり、澎湖庁長、嘉義庁長等を歴任、台湾総督府事務官に昇進勤務した。
1921年（大正10年）に明石市長に選出された。東京市に原籍を有した。

## 家族・親族
相川家
- 父・正麿[1][2]
- 妻・きく（1884年 - ?、若林玵蔵の長女）[1][2]
- 男・茂宣（1911年 - ?）[1][2]
- 二男・正基（1914年 - ?）[1][2]
- 長女・敏子（1907年 - ?）[1]
- 長女・園枝（1909年 - ?）[1][2]